# 생산성
경제학에서 생산성(生産性, 영어: productivity)이란 토지, 자원, 노동력 따위 생산의 여러 요소들이 투입된 양과 그것으로써 이루어진 생산물 산출량의 비율을 나타낸다. 일정한 자원에서 얼마나 많은 부가가치를 낳고 낼 수 있을까라는 측정법과 일정한 부가가치를 얼마나 적은 자원으로 낳아 낼 수 있을까라는 측정법이 있다.

## 개요
생산 과정에 투입된 각 생산 요소(원료·동력·기계·노동·자본 등)가 그 산출에 공헌한 정도를 그 생산요소의 생산성이라 한다. 이는 투입된 생산요소의 양과 생산된 생산물의 양의 비율이다. 이 평균 개념으로서의 평균생산성에 대하여 한계생산성이란 생산 요소 1단위의 추가에 의한 증가량을 의미한다. 가령 자본량 K와 노동량 L을 투입하여 일정한 산출량 O가 얻어졌다면 자본의 평균생산성은 O/K, 한계생산성은 △O/△K가 된다. 그와 마찬가지로 노동의 평균 생산성은 O/L, 한계 생산성은 △O/△L이다. 각 생산 요소의 생산성은 생산함수(生産函數)의 성질에 의존한다. 따라서 그 당시의 생산기술 수준에 크게 좌우된다. 그리고 자본의 생산성은 자본계수의 역수(逆數)이기도 하다.

## 종류
생산성은 무엇을 기준으로 하냐에 따라 여러 종류가 있다.
- 자본생산성
- 노동생산성
- 총 요소 생산성
- 국민 경제 생산성

## 같이 보기
- 컴퓨터 지원 제조